# Championnat d'Algérie de football 1997-1998
Navigation
Division 1
1996-1997 Super Division
1998-1999
Le championnat d'Algérie de football 1997-1998 est la 36e édition du championnat d'Algérie de football. Cette édition se déroule en deux poules de huit équipes dont les vainqueurs s'affrontent en finale pour déterminer le champion d'Algérie.
L'USM El Harrach remporte son premier titre de champion d'Algérie en battant en finale l'USM Alger.

## Résumé de la saison
La saison ne débute que le 1er janvier 1998 et s'achève le 29 juin 1998 par la finale opposant l'USM El Harrach, vainqueur du Groupe A, à l'USM Alger, vainqueur du Groupe B. L'USM El Harrach s'impose 3-2 et remporte son premier championnat, se qualifiant par là même pour la Ligue des champions de la CAF 1999.
L'USM Alger, finaliste, se qualifie pour la Coupe de la CAF 1999. Le WA Tlemcen, vainqueur de la Coupe d'Algérie, se qualifie pour la Coupe d'Afrique des vainqueurs de coupe 1999.
La FAF a désigné l'ES Mostaganem 3e du championnat national 1997-1998 à la suite du boycott du deux clubs concernés pour jouer la rencontre de classement prévue au Stade de l'unité maghrébine à Béjaïa le lundi 22 juin 1998 (forfait du CS Constantine et JS Kabylie qui ont protesté contre la FAF en pensant quelles sont les vrais champions des groupe A et B est qu'ils ont raison de jouer la finale du championnat à la suite des points qu'ils perdus sur tapis-vert !). L'ES Mostaganem prend la troisième place puisque le WA Tlemcen a remporté la Coupe d'Algérie de la même saison 1997-98.

### Domiciliation
- USM Harrach Stade du 1er-Novembre-1954, Mohammadia
- CS Constantine: Stade Chahid-Hamlaoui, Constantine
- WA Tlemcen: Complexe sportif Akid-Lotfi, Tlemcen
- MC Oran: Stade Ahmed-Zabana, Oran
- CA Batna: Stade du 1er novembre 1954, Batna
- CR Belouizdad: Stade du 20-Août-1955, Belouizdad
- MO Constantine: Stade Chahid-Hamlaoui, Constantine
- US Chaouia: Stade Zerdani-Hassouna, Oum El Bouaghi
- USM Alger: Stade Omar-Hamadi, Bologhine
- JS Kabylie: Stade du 1er-Novembre-1954, Tizi Ouzou
- ES Mostaganem: Stade Mohamed-Bensaïd, Mostaganem
- ES Sétif: Stade du 8-Mai-1945, Sétif
- MC Alger: Stade du 5-Juillet-1962, Alger
- AS Aïn M'lila: Stade des frères Demane-Debbih, Aïn M'lila
- WA Boufarik: Stade Mohamed Reggaz, Boufarik
- USM Blida: Stade des Frères-Brakni, Blida

## Détail des matchs

### Groupe B
Légende des résultats
- Victoire à domicile
- Match nul
- Victoire à l'extérieur

| Résultats (▼dom., ►ext.) | CAB  | CRB | CSC  | MCO | MOC  | USC | USMH | WAT |
| CA Batna                 |      | 2-0 | 1-1  | 3-0 | 0-0  | 1-1 | 0-0  | 1-1 |
| CR Belouizdad            | 0-0  |     | 1-0  | 4-2 | 5-0  | 2-0 | 0-2  | 2-1 |
| CS Constantine           | 2-0  | 2-1 |      | 1-0 | 0-3* | 0-0 | 1-1  | 2-1 |
| MC Oran                  | 5-2  | 1-0 | 0-3* |     | 3-0  | 2-1 | 0-0  | 1-2 |
| MO Constantine           | 0-2  | 3-1 | 0-3* | 2-0 |      | 1-0 | 1-1  | 1-1 |
| US Chaouia               | 0-3* | 2-1 | 1-1  | 0-0 | 1-0  |     | 2-2  | 0-0 |
| USM El Harrach           | 3-0  | 1-1 | 3-0* | 1-1 | 1-0  | 1-0 |      | 3-1 |
| WA Tlemcen               | 2-0  | 5-0 | 0-1  | 1-2 | 1-0  | 1-0 | 2-0  |     |

| Résultats (▼dom., ►ext.) | ASAM | ESS | ESM | JSK  | MCA | USMA | USMB | WAB |
| AS Aïn M'lila            |      | 2-1 | 1-0 | 1-1  | 0-0 | 1-1  | 0-0  | 1-1 |
| ES Sétif                 | 3-1  |     | 1-0 | 2-0  | 2-1 | 1-3  | 1-1  | 0-0 |
| ES Mostaganem            | 1-1  | 2-2 |     | 2-1  | 3-1 | 2-0  | 4-1  | 2-1 |
| JS Kabylie               | 2-0  | 2-1 | 2-0 |      | 3-0 | 0-0  | 1-0  | 1-0 |
| MC Alger                 | 0-0  | 0-0 | 1-0 | 1-1  |     | 0-0  | 2-0  | 0-0 |
| USM Alger                | 1-0  | 2-0 | 3-2 | 0-0  | 1-0 |      | 1-1  | 3-2 |
| USM Blida                | 0-0  | 0-0 | 0-1 | 3-0* | 1-1 | 1-1  |      | 1-1 |
| WA Boufarik              | 0-0  | 1-1 | 1-1 | 1-0  | 0-1 | 0-0  | 0-0  |     |

## Classement final
Le classement est établi sur le barème de points suivant : une victoire vaut 3 points, un match nul 1 point et une défaite 0 point.

### Groupe A
| Rang | Équipe           | Pts | J  | G | N | P | Bp | Bc | Diff |
| ---- | ---------------- | --- | -- | - | - | - | -- | -- | ---- |
| 1    | USM El Harrach   | 25  | 14 | 6 | 7 | 1 | 19 | 9  | +10  |
| 2    | CS Constantine T | 24  | 14 | 7 | 4 | 3 | 17 | 12 | +5   |
| 3    | WA Tlemcen C     | 21  | 14 | 6 | 3 | 5 | 19 | 13 | +6   |
| 4    | CA Batna         | 18  | 14 | 4 | 6 | 4 | 14 | 12 | +2   |
| 5    | MC Oran          | 18  | 14 | 5 | 3 | 6 | 19 | 20 | -1   |
| 6    | CR Belouizdad    | 17  | 14 | 5 | 2 | 7 | 18 | 21 | -3   |
| 7    | MO Constantine   | 15  | 14 | 4 | 3 | 7 | 11 | 19 | -8   |
| 8    | US Chaouia       | 12  | 14 | 2 | 6 | 6 | 9  | 18 | -9   |

Résultat
- Qualifié pour la finale du championnat
- C : Qualifié pour la Coupe des coupes 1999

Relégation
Abréviations
T : Tenant du titre

C : Vainqueur de la Coupe d'Algérie 1997-1998

### Groupe B
| Rang | Équipe          | Pts | J  | G | N | P | Bp | Bc | Diff |
| ---- | --------------- | --- | -- | - | - | - | -- | -- | ---- |
| 1    | USM Alger       | 25  | 14 | 6 | 7 | 1 | 16 | 10 | +6   |
| 2    | JS Kabylie      | 22  | 14 | 6 | 4 | 4 | 14 | 11 | +3   |
| 3    | ES Mostaganem P | 21  | 14 | 6 | 3 | 5 | 20 | 16 | +4   |
| 4    | ES Sétif P      | 18  | 14 | 4 | 6 | 4 | 15 | 15 | 0    |
| 5    | MC Alger L      | 16  | 14 | 3 | 7 | 4 | 8  | 11 | -3   |
| 6    | AS Aïn M'lila   | 15  | 14 | 2 | 9 | 3 | 8  | 11 | -3   |
| 7    | WA Boufarik     | 12  | 14 | 1 | 9 | 4 | 8  | 11 | -3   |
| 8    | USM Blida P     | 12  | 14 | 1 | 9 | 4 | 9  | 13 | -4   |

Résultat
Relégation
Abréviations
P : Promus de Division 2

L : Vainqueur de la Coupe de la Ligue 1997-1998

### Bilan
- Classement général de la division une[36].

| Rang | Équipe           | Pts | J  | G | N | P | Bp | Bc | Diff |
| ---- | ---------------- | --- | -- | - | - | - | -- | -- | ---- |
| 1    | USM El Harrach   | 28* | 15 | 7 | 7 | 1 | 22 | 12 | +10  |
| 2    | USM Alger        | 25* | 15 | 6 | 7 | 2 | 18 | 13 | +5   |
| 3    | CS Constantine T | 23  | 14 | 7 | 4 | 3 | 17 | 12 | +5   |
| 4    | JS Kabylie       | 22  | 14 | 6 | 4 | 4 | 14 | 11 | +3   |
| 5    | WA Tlemcen C     | 21  | 14 | 6 | 3 | 5 | 19 | 13 | +6   |
| 6    | ES Mostaganem P  | 21  | 14 | 6 | 3 | 5 | 20 | 16 | +4   |
| 7    | CA Batna         | 18  | 14 | 4 | 6 | 4 | 14 | 12 | +2   |
| 8    | ES Sétif P       | 18  | 14 | 4 | 6 | 4 | 15 | 15 | 0    |
| 9    | MC Oran          | 18  | 14 | 5 | 3 | 6 | 17 | 20 | -3   |
| 10   | CR Belouizdad    | 17  | 14 | 5 | 2 | 7 | 18 | 21 | -3   |
| 11   | MC Alger L       | 16  | 14 | 3 | 7 | 4 | 8  | 11 | -3   |
| 12   | AS Aïn M'lila    | 15  | 14 | 2 | 9 | 3 | 8  | 11 | -3   |
| 13   | MO Constantine   | 18* | 15 | 5 | 3 | 7 | 12 | 19 | -7   |
| 14   | USM Blida P      | 15* | 16 | 2 | 9 | 5 | 11 | 14 | -3   |
| 15   | WA Boufarik      | 12* | 15 | 1 | 9 | 5 | 8  | 13 | -5   |
| 16   | US Chaouia       | 12  | 14 | 2 | 6 | 6 | 9  | 18 | -9   |

(*) jouent les barrages.
Résultat
Relégation
Abréviations
P : Promus de Division 2

T : Tenant du titre

C : Vainqueur de la Coupe d'Algérie 1997-1998

L : Vainqueur de la Coupe de la Ligue 1997-1998

## Finale du championnat
| Remplaçants :                                                |
| Othmane Amirat Hakim Diguer Mourad Boukellal El-Hadi Lamrani |
| Entraîneur :                                                 |
| Mustapha Heddane , Ent-Adjoint : Djamel Belakhal .           |

| Remplaçants :                                                  |
| Ait Amrouche Samir Sloukia Sid Ahmed Marcel Hamid Aït Belkacem |
| Entraîneur :                                                   |
| Younès Ifticène                                                |

| Remplaçants :                                                |
| Othmane Amirat Hakim Diguer Mourad Boukellal El-Hadi Lamrani |
| Entraîneur :                                                 |
| Mustapha Heddane , Ent-Adjoint : Djamel Belakhal .           |

| Remplaçants :                                                  |
| Ait Amrouche Samir Sloukia Sid Ahmed Marcel Hamid Aït Belkacem |
| Entraîneur :                                                   |
| Younès Ifticène                                                |

### Matchs de Barrages
| Entraîneur :                     |
| El Hadi Benturki et Ahmed Echouf |

| Entraîneur :   |
| Rachid Habache |

| Entraîneur :                     |
| El Hadi Benturki et Ahmed Echouf |

| Entraîneur :   |
| Rachid Habache |

| Entraîneur :                     |
| El Hadi Benturki et Ahmed Echouf |

| Entraîneur : |
| Si Barket    |

| Entraîneur :                     |
| El Hadi Benturki et Ahmed Echouf |

| Entraîneur : |
| Si Barket    |

## Classement des buteurs
Source
| Rang | Joueur           | Club           | Buts |
| ---- | ---------------- | -------------- | ---- |
| 1    | Hamid Merakchi   | ES Mostaganem  | 7    |
| 2    | Issaad Bourahli  | CS Constantine | 6    |
| 3    | Mourad Aït Tahar | JS Kabylie     | 5    |

Buteurs par équipe
| Club                               | Buteurs groupe A (138 buts) |
| ---------------------------------- | --- |
| CA Batna (14 buts) 6 joueurs       | Guechir (3), Dilmi, Moussa Embarek et Saker (2), Laaziz, Mezedjri (1), 3 buts sur tapis-vert .                                                          |
| CR Belouizdad (18 buts) 10 joueurs | Hechaïchi (4), Badji (3), Ali Moussa, Galloul, Settara (2), Fettahine, Bensalah, Slatni, Bounekdja et Bakhti (1)                                        |
| CS Constantine (17 buts) 5 joueurs | Bourahli (6), Yahi (2), Soumari, Ghoula Hassen et Kaoua Mouloud (1), 6 buts sur tapis-vert .                                                            |
| MC Oran (17 buts) 8 joueurs        | Mourad Meziane (4), Boukessassa, Benzerga (3), Raho Slimane (2), Gaid nacer, Meçabih ali, Zerrouki sid ahmed, Benamara Sid Ahmed, Kherrif Abdelkrim (1) |
| MO Constantine (12 buts) 6 joueurs | Berrahou (3), Samir Houhou (2), Benrabah 1 but, Senouci 1 but, Soltani 1 but, Attraoui 1 but *, 3 buts sur tapis-vert .                                 |
| US Chaouia (9 buts) 6 joueurs      | Fenazi 2 buts, Touil 2 buts, Boussada 2 buts, Ghediri 1 but, Kamara 1 but, Kassa 1 but .                                                                |
| USM Harrach (22 buts) 10 joueurs   | Abderrazak Dahmani, Riadh Benchikha (4), Azizzane, Boutaleb et Dhiab (2), Fekid, Rahem, Lounici, Boukallel, Amirat (1)                                  |
| WA Tlemcen (19 buts) 11 joueurs    | Ali Dahleb (4), Aïssa Aidara, Hadjili (3), Fares El Aouni (2), Ahmed Outal, Hachemi, Brahimi, Djalti, Bettadj, Loukili et Bensaci (1)                   |

| Club                              | Buteurs groupe B (92 buts)                                                                                    |
| --------------------------------- | --- |
| AS Aïn M'lila (8 buts) 6 joueurs  | Bacha (3), Soualmia, Traouri, Abassa, Guellab et Mekkani (1)                                                  |
| ES Sétif (15 buts) 8 joueurs      | Mehdaoui, Hamid Rahmouni (4), Zorgane, Derbal, Tribéche, Achacha, Daoud et Belmehal (1)                       |
| ES Mostaganem (20 buts) 7 joueurs | Merakchi (7), Djender (4), Kief, (3), Abdelkrim Hammou (2), Lahmar, Belhocine et Belahoual (1), c.s.c (1)     |
| JS Kabylie (14 buts) 5 joueurs    | Aït Tahar (5), Farid Ghazi (4), Meghraoui (2), Benhamlet, Boubrit (1), 1 but csc                              |
| MC Alger (8 buts) 6 joueurs       | Benali, Gasmi (2), Goual Affif, Dob, Mechri Bachir, Sellou Nadhir (1)                                         |
| USM Alger (18 buts) 9 joueurs     | Réda Zouani (4), Khouni, Ghoul (3), Ait Belkacem et Nacer Zekri (2), Mehdaoui, Hadj adlane, Abacha, Manga (1) |
| USM Blida (11 buts) 7 joueurs     | Harkes, Galloul, Benammou, Zane, Bekhtiche, Maâmeri et Khazrouni (1), 1 but csc .                             |
| WA Boufarik (8 buts) 4 joueurs    | Hassab (3), Saib Ramzi (2), Bougraeb et Zouati (1), 1 but csc .                                               |

Ont marque contre leur camp
- - Hellassa (ES Mostaganem) pour la JS Kabylie.
  - Medjahed (USM Blida) pour le WA Boufarik.
  - Zeghdoud (USM Alger) pour l'USM Blida.
  - Zane (USM Blida) pour la JS Kabylie
  - Nechad (MC Alger) pour l'ES Mostaganem.

Buts sur tapis-vert
- - CA Batna, MO Constantine, USM El Harrach et USM Blida (3 buts), CS Constantine (6 buts).

ObservationsLes buts qui sont annulés et changés les résultats:
- - Zane (USMB) 1 but contre la JSK (1-1) est changé de (3-0).
  - Haddou et Meçabih (MC Oran) 2 buts contre le MO Constantine sont annulés puisque le résultat est changé de (2-0) au (0-3).